# Rheumaptera
Genre
Rheumaptera est un genre de lépidoptères (papillons) de la famille des Geometridae et de la sous-famille des Larentiinae.

## Liste d'espèces
- Rheumaptera acutata D. Y. Xue & F. Meng, 1992
- Rheumaptera affinis D. Y. Xue & F. Meng, 1992
- Rheumaptera caucasica (Müller & Viidalepp)
- Rheumaptera cervinalis (Scopoli, 1763)
- Rheumaptera exacta (Butler, 1882)
- Rheumaptera flavipes Ménétriés, 1858
- Rheumaptera fuegata (Staudinger, 1899)
- Rheumaptera gudarica Dufay, 1983
- Rheumaptera hastata (Linnaeus, 1758)
- Rheumaptera hecate (Butler, 1878)
- Rheumaptera hedemannaria Oberthür, 1880</s
- Rheumaptera hyrcana Staudinger, 1871
- Rheumaptera inanata Christoph, 1880
- Rheumaptera instabilis Alphéraky, 1883
- Rheumaptera ithys (L. B. Prout, 1937)
- Rheumaptera latifasciaria Leech, 1891
- Rheumaptera montivagata (Duponchel, 1830)
- Rheumaptera moscardonica Laever, 1983
- Rheumaptera neocervinalis Inoue, 1982
- Rheumaptera prunivorata Ferguson, 1955
- Rheumaptera ravulata Staudinger, 1892
- Rheumaptera scotaria (Hampson 1907)
- Rheumaptera subhastata (Nolcken, 1870)
- Rheumaptera turkmenica (Müller & Viidalepp)
- Rheumaptera undulata (Linnaeus, 1758)
- Rheumaptera veternata Christoph, 1880

## Espèces présentes en Europe
- Rheumaptera hastata (Linnaeus, 1758)
- Rheumaptera subhastata (Nolcken, 1870)